# Santa Scorese
Santa Scorese (ur. 6 lutego 1968 w Bari; zm. 16 marca 1991) – włoska Służebnica Boża Kościoła katolickiego.

## Życiorys
Santa Scorese urodziła się 6 lutego 1968 roku bardzo religijnej rodzinie. Mając 15 lat zgłosiła się na ochotnika do Czerwonego Krzyża i zaopiekowała się z chorymi dziećmi, a także uczyła dzieci katechizmu. w 1988 roku zaczęła być nękana przez młodego chorego psychicznie mężczyznę. W dniu 15 marca 1991 roku psychopata zadał jej kilka ciosów nożem i wskutek tego zmarła następnego dnia w szpitalu. Przed śmiercią wybaczyła swojemu zabójcy. W niedzielę 5 kwietnia 1998 roku podczas obchodów Światowego Dnia Młodzieży arcybiskup Andrea Mariano Magrassi rozpoczął jej proces beatyfikacyjny.